# Kazım Erdoğan

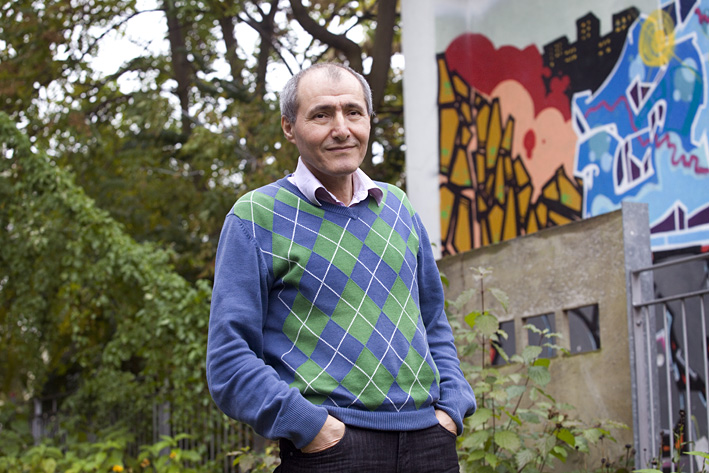
Kazım Erdoğan (2010)

Kazım Erdoğan (* 11. Juni 1953 in Gökçeharman, Provinz Sivas) arbeitet als Psychologe und Soziologe in Berlin und gilt als einer der führenden Experten für die Integration von Zugewanderten in Deutschland. Der studierte Psychologe und Soziologe leitet seit 2007 die deutschlandweit erste Selbsthilfegruppe für türkeistämmige Männer, die als „Väter- und Männergruppe“ bekannt ist. Seitdem stehen die Projekte von Erdoğan und seinem gemeinnützigen Verein „Aufbruch Neukölln“, in dem er den Vorsitz innehat, immer wieder im Mittelpunkt der Medien. Außerdem porträtierte die Regisseurin Bettina Blümner 2015 erstmals die Väter- und Männergruppe in einem 90-minütigen Film mit dem Titel „Halbmondwahrheiten“. Für sein langjähriges Engagement verlieh ihm Bundespräsident Joachim Gauck 2012 den Bundesverdienstorden.

## Leben
Erdoğan wuchs mit sieben Geschwistern auf. Die Eltern, die Analphabeten waren, ermöglichten ihm eine Internatsausbildung in der ostanatolischen Stadt Erzurum. Als erster Abiturient und Hochschulabsolvent seines Heimatdorfes ging er 1974 nach Berlin, um an der Freien Universität Psychologie und Soziologie zu studieren. In Deutschland angekommen finanzierte der damals 21-Jährige sein Leben, indem er Kühlschränke und Waschmaschinen schleppte und am Fließband arbeitete. Im ersten Jahr seiner Einreise saß Erdoğan am 25. September 1974 in Abschiebehaft in West-Berlin, weil sein Pass und sein Touristenvisum abgelaufen waren. Ein Tag vor der Abschiebung bot ihm die Freie Universität zu Berlin einen Deutschkurs an. Der Mitarbeiter in der Ausländerbehörde verzichtete daraufhin auf eine Ausweisung und Erdoğan konnte sein Studium weiterführen. Nach dem Studium arbeitete er zehn Jahre lang als Hauptschullehrer in Berlin-Tiergarten und anschließend als Schulpsychologe in Schöneberg. Seit 2003 war er als Psychologe und Sozialarbeiter beim Psychosozialen Dienst angestellt und beriet bis zu seiner Pensionierung im Jahr 2016 im Auftrag des Bezirksamts Neukölln u. a. Eltern und Kinder in Erziehungs- und Familienangelegenheiten.
Ausgehend von seinem breiten sozialen Engagement wurde Erdoğan von der Reporterin Sonja Hartwig in einem Beitrag in der Wochenzeitung „Die Zeit“ als „Süpermann“ bezeichnet. Der Tagesspiegel schrieb zudem, dass Erdoğan „beim sozialen Engagement einer der Rekordhalter in Berlin“ sei. Und tatsächlich arbeitet Erdoğan neben seinen 8 Stunden beim Psychosozialen Dienst insgesamt bis zu 20 Stunden pro Tag und ist der Ideengeber vieler Projekte. Über sich selbst sagt er: „90 Prozent meiner Festplatte sind voll mit Projekten.“
Erdoğan ist bekannt als ein sanfter Mann und liebevoller Vater. Er ist verheiratet und hat zwei Töchter.

## Soziales Engagement
Neben den Einzelprojekten wie die soziale Rechtsberatung, Müttergruppe, Elternversammlungen in Kitas und Schulen sowie das Projekt „Trinkbrunnen“ haben Erdoğan und der Verein Aufbruch Neukölln viele weitere Projekte auf die Beine gestellt. Die bekannteren Projekte sind die Väter- und Männergruppe, die es inzwischen an sechs verschiedenen Orten in Berlin gibt und das Projekt „Woche der Sprache und des Lesens“. Bei allen Projekten sei Erdoğan immer ganz wichtig, den Menschen auf Augenhöhe zu begegnen und „auf niemanden herabzuschauen.“
Erdoğan bescheinigt der Gesellschaft, dass sich immer mehr Väter aus der Erziehung und Bildung der Kinder zurückziehen würden. Aber auch in anderen gesellschaftlichen Bereichen sähe es nicht gut aus: Aus diesem Grund habe Erdoğan die Väter- und Männergruppe gegründet, „damit sie in allen gesellschaftlichen Bereichen mitwirken“. Die Väter- und Männergruppe trifft sich einmal pro Woche, um über Themen wie Gewalt, Integration, Toleranz, Sexualität und Suchtproblematiken zu diskutieren. Die Gesprächsthemen werden in Absprache mit den Teilnehmern entwickelt. Dabei gibt es mehrere wichtige Ziele. Dazu zählen die Stärkung des Gemeinschaftssinns zwischen Menschen unterschiedlicher ethnischer, religiöser und sozialer Herkunft, die Stärkung des Austauschs über Frauen- und Kinderrechte, die Entwicklung von gemeinsamen Aktivitäten „für eine gewaltfreie und demokratische Familie und Gesellschaft“ und die Information über das soziale und politische System Deutschlands.
Die „Woche der Sprache und des Lesens“ fand in Berlin-Neukölln 2006, 2008 und 2010 statt. Die Idee wurde von Erdoğan 2012 weiterentwickelt und auf ganz Berlin ausgeweitet: Zur „1. Woche der Sprache und des Lesens in Berlin“ wurden über 1500 Veranstaltungen – u. a. Lesungen in Schulen und Kitas, kulturelle Darbietungen von Künstlern und Diskussionsrunden – mit der Unterstützung von 150 Ehrenamtlichen und der Väter- und Männergruppe von Aufbruch Neukölln organisiert. Ein Ziel des neuntägigen Projekts war es, dass „mit Spiel und Spaß Kinder und Jugendliche ihre sprachlichen Ausdrucksmöglichkeiten“ entdecken.

## Politisches
Mit Blick auf die Integrationspolitik vertritt Erdoğan eine differenzierte Haltung. So ist er gegen die Idee der CSU, Einwanderer Integrationsverpflichtungen unterschreiben zu lassen. Erdoğan glaubt nicht an die Wirkung dieser Vereinbarungen. Er selbst habe Deutsch gelernt, weil er „in diesem schönen Land“ bleiben wollte. Man müsse die Einwanderer überzeugen, anstatt sie zu zwingen. Erdoğan und sein Verein Aufbruch Neukölln setzen sich für die Gleichstellung von Mann und Frau ein. Das Thema ist auch ein wichtiger Bestandteil des Selbsthilfeprojekts Väter- und Männergruppe. Aus dem Projekt entstehen regelmäßig Ideen für politische Aktionen: Im Januar 2016 rief die Gruppe vor dem Hintergrund der Gewalt gegen Frauen in der Silvesternacht in Köln zur Demo „siddete hayir!“ (Übersetzung: „Nein zur Gewalt“) in Nord-Neukölln auf.
Darüber hinaus bezog Erdoğan klar Stellung mit Blick auf die Armenien-Resolution des Bundestages, die am 2. Juni 2016 beschlossen wurde. Erdoğan begrüßte die Resolution und sah darin einen richtigen Weg zur Versöhnung und Aufarbeitung. Der 63-jährige Psychologe kritisierte außerdem, dass die Geschichtsbücher in der Türkei zu einseitig seien. „Da ist nur von Heldengeschichten die Rede und wo die Osmanen überall waren.“
Zum versuchten Militärputsch in der Türkei im Sommer 2016 und den Demonstrationen zugunsten des Staatspräsidenten Recep Tayyip Erdoğan in Deutschland sagte der Psychologe, dass das Menschen seien, „die sich hier nicht ganz zugehörig fühlen.“ Sie würden sich eher mit dem Staatspräsidenten als mit der Bundeskanzlerin identifizieren. Außerdem kritisierte er die massenhaften Verhaftungen und Entlassungen von Richtern, Polizisten und anderen Beamten und befürchtete eine größere Auseinandersetzung des Volkes innerhalb der Türkei.

## Ehrungen
- 2005: Bürgerpreis (Bürgerstiftung Neukölln)
- 2006: Ehrenpreis seines Geburtsdorfes Gökçeharman
- 2007: Band für Mut und Verständigung
- 2007: Hauptstadtpreis für Integration und Toleranz (für Sprachwoche Neukölln)
- 2007: Aktiv für Demokratie und Toleranz (für Sprachwoche Neukölln)
- 2007: Integrationspreis VBKI, Senatsverwaltung für Bildung, Wissenschaft und Forschung
- 2009: Aktiv für Demokratie und Toleranz (für türkische Männer- u. Vätergruppe)
- 2010: Deutscher Engagementpreis
- 2010: Neuköllner Ehrennadel
- 2011: Botschafter für Demokratie und Toleranz
- 2011: taz-Panter-Preis
- 2012: Verdienstorden der Bundesrepublik Deutschland[19][20]
- 2013: Preisträger im Wettbewerb „Ideen für die Bildungsrepublik“ 2013/2014[21]
- 2013: Aktiv für Demokratie und Toleranz 2013 für das Projekt „1. Woche der Sprache und des Lesens in Berlin“
- 2016: Preisträger des „Human Award“ der Kluge Stiftung
- 2017: Preisträger des Roman Herzog Preises[22]